# Martha Plimpton
Martha Plimpton (Nova York, 16 de novembre de 1970) és una actriu estatunidenca de teatre, cinema i televisió, així com exmodel i cantant. Va ser parella de l'actor River Phoenix, a qui va deixar pel seu ús de les drogues, que seria la causa de la seva mort el 1993.
La seva filmografia inclou títols com Recorda'm (1985), La costa de 'los Mosquitos' (1986), Shy People (1987), Running on Empty (1988), Una altra dona (Another Woman) (1988), Parenthood (1989), Stanley & Iris (1989), Mrs. Parker and the Vicious Circle (1994), Jo vaig disparar a l'Andy Warhol (1996), Beautiful Girls (1996), Pecker (1998), 200 Cigarettes (1999) i Recorda'm (2010). També ha treballat en sèries de televisió, com Raising Hope (2010-2014) i en diverses obres teatrals.

## Biografia
És filla dels actors Keith Carradine i Shelley Plimpton, neta de John Carradine, neboda de David Carradine i Robert Carradine, cosina de Ever Carradine, i Kansas Carradine. Els seus pares mai es van casar i es van separar poc després de néixer ella. Va ser criada per la seva mare a Nova York, en Uper West Side. No va conèixer al seu pare fins que va tenir 4 anys així que potser per això va prendre el cognom de la seva mare i no el de la seva extensa família interpretativa. Va ser promesa de l'actor River Phoenix. Van trencar anys abans de morir ell, encara que van aconseguir mantenir una forta amistat fins a la mort de River el 1993. Després va ser parella de John Patrick Walker.
Va començar molt joveneta en el drama d'Alan J. Pakula Una dona de negocis, fent de filla gran d'un matrimoni adinerat, aquí va treballar amb Jane Fonda i Kris Kristofferson. No obstant això, va sorprendre la seva actuació en el drama d'aventures La barca de l'infern el 1984, on era una adolescent que coneix al seu pare, interpretat per Tommy Lee Jones, un exconvicte recentment alliberat de la presó.
El 1985 va participar en l'èxit de taquilla juvenil Els Goonies, que tracta d'un grup de nens que en assabentar-se de la notícia que perdran les seves cases, decideixen anar en cerca d'un tresor. Martha era la vanitosa i set-ciències Stef. En aquesta pel·lícula també van participar Sean Astin (conegut pel seu paper de Sam en El Senyor dels Anells), Josh Brolin, Corey Feldman o Jonathan Ke Quan, entre d'altres.
La següent pel·lícula que va realitzar va ser el drama d'aventures de Peter Weir, The Mosquit Coast, on un excèntric inventor Allie Fox (Harrison Ford), fart de viure en la societat nord-americana, decideix un dia abandonar el seu país, i traslladar-se al costat de la seva muller (Helen Mirren) i el seu fill Charlie (River Phoenix) a Belize. En aquesta pel·lícula, feia de la quasi promesa de River Phoenix i aquesta relació va ser traspassada fora de les pantalles.
Van ser molts els papers que va fer durant la seva joventut, però en van destacar dos. D'una banda, va participar en el drama de Woody Allen, Una altra dona, on feia el paper de fillastra d'una dona molt intel·ligent que es replanteja la seva vida quan decideix escriure un llibre, i en la comèdia de Ron Howard, Parenthood, que feia d'una jove rebel que estava embarassada i que solament volia viure amb el seu despreocupat promès, al costat de Steve Martin, Dianne Wiest, Mary Steenburgen, Jason Robards, Rick Moranis, Tom Hulce, Keanu Reeves, Harley Jane Kozak, Joaquin Phoenix i Eileen Ryan, i que posteriorment es va convertir en sèrie.
Va aconseguir la maduresa amb el drama biogràfic d'Alan Rudolph, La senyora Parker i el cercle viciós, que s'ambientava en els anys 20 amb Jennifer Jason Leigh, Campbell Scott, Matthew Broderick i Peter Gallagher. Una altra pel·lícula important és Beautiful Girls, en la qual era una cambrera que estava farta del seu gelós promès, però quan ell coqueteja amb una noia, s'adona dels seus sentiments i intenta tornar amb ell. Aquí va comptar amb la companyia de Matt Dillon, Timothy Hutton, Rosie O'Donnell, Natalie Portman, Mira Sorvino i Uma Thurman.
Són moltes les pel·lícules en les quals ha participat. No obstant això, cansada en part del poc reconeixement aconseguit al cinema, va decidir abandonar momentàniament la pantalla gran. Es va passar al teatre on va actuar en Noies Top i The Coast of Utopia, pels quals va ser nominada al Tony i va actuar al costat d'Ethan Hawke, Bobby Cannavale i Elizabeth Berkley.
No obstant això, en l'última dècada, va compaginar les seves actuacions en el teatre amb la presència en moltes sèries. Una de les primeres va ser en la sèrie Urgències on va interpretar en quatre capítols a Meg Corwin. Després li van seguir Law and Order: Special Victims Units, 7th Heaven, Law and Order: Criminal Intent o Surface.
Però és en aquests últims anys on ha tingut més treball televisiu, començant per Grey's Anatomy, va ser la mare d'un jove pacient. En la qual es vaig poder apreciar el seu registre dramàtic va ser en The Good Wife, on interpretava a Patti Nilhom, una advocada embarassada que es va enfrontar al bufet en dos casos diferents. També surt en How To Make It In America en el paper d'Edie Weitz, companya de treball de Rachel Chapman. Sense oblidar, la seva participació en la sèrie Fringe, on interpreta una dona policia.
Va estudiar en la Professional Children's School de Nova York

## Filmografia
- Una dona de negocis (Rollover) (1981)
- La barca de l'infern (1984)
- Els Goonies (1985)
- La costa de 'los Mosquitos' (The Mosquit Coast) (1986)
- Una altra dona (1988)
- Un senyoret a Nova York (1988)
- Shy People (1988)
- Running on Empty (1988)
- Dolça llar, de vegades (1989)
- Iris i Stanley (1990)
- Samantha (1992)
- Encaixos de dona (1993)
- Josh i Sam (1993)
- La família Bean (1994)
- La senyora Parker i el cercle viciós (Mrs. Parker and the Vicious Circle) (1994)
- Jo vaig disparar a l'Andy Warhol (I Shot Andy Warhol) (1996)
- Beautiful Girls (1996)
- Els defensors (1997)
- Amb els ulls del cor (1998)
- Pecker (1998)
- 200 Cigarettes (1999)
- El color de la llei (1998)
- Recorda'm (2010)
- Raising Hope (2010) (sèrie de televisió)

## Premis i nominacions
Premis
- 2012: Primetime Emmy a la millor actriu convidada en sèrie dramàtica per The Good Wife

Nominacions
- 2002: Primetime Emmy a la millor actriu convidada en sèrie dramàtica per Law & Order: Special Victims Unit
- 2011: Primetime Emmy a la millor actriu en sèrie còmica per Raising Hope[4]